# 阔叶杨桐
阔叶杨桐（学名：Adinandra latifolia）为山茶科杨桐属下的一个种。

## 扩展阅读
- 維基物種上的相關：阔叶杨桐